# St. Paul Park
St. Paul Park è un comune degli Stati Uniti d'America, situato nello Stato del Minnesota, nella contea di Washington.